# Wulgaryzmy i przekleństwa w języku angielskim
Przekleństwa w języku angielskim – grupa wyrazów i zwrotów powszechnie uważanych za obsceniczne, dotykających przekonań religijnych, funkcji cielesnych, seksu i prokreacji, części ciała. Zdecydowana większość angielskich wulgaryzmów odnosi się do tabu językowego, czyli postaci, rzeczy czy czynności, o których mówienie było z różnych powodów zakazane, nieprzyjemne bądź żenujące. Angielskie wulgaryzmy i przekleństwa mają różną siłę, a te najsilniejsze jeszcze do niedawna nie mogły pojawiać się w środkach masowego przekazu. Obecnie odbiorcy mass-mediów są bardziej tolerancyjni, choć nie pochwalają mocnego języka, a ich największy sprzeciw budzi język nienawiści i nietolerancji rasowej. Dla złagodzenia efektu wulgaryzmu w języku angielskim powstało wiele eufemizmów, zmiękczających i osłabiających znaczenie zastępowanego wyrazu.

## Słowa tabu w języku angielskim

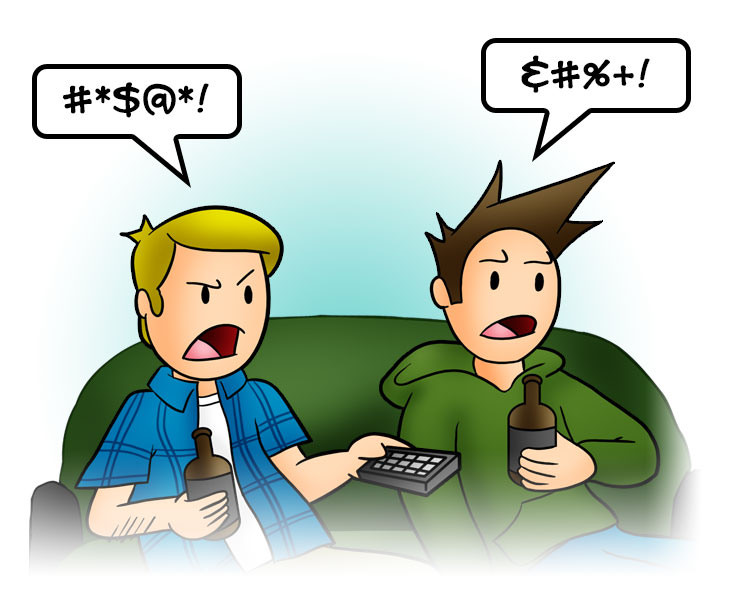
Cenzurowanie przekleństw w komiksach

W każdym języku istnieje grupa wyrazów uważanych za święte, magiczne bądź szokujące, które są używane w określonych sytuacjach. W języku angielskim występują następujące grupy słów uważanych za tabu:
- Pewna liczba słów odnoszących się do religii chrześcijańskiej. Ludzie wrażliwi na punkcie religijnym woleliby, aby pewne słowa były używane tylko w kontekście formalnym i z odpowiednim szacunkiem i mogą być wstrząśnięci ich trywialnym zastosowaniem[1].
- Pewne słowa odnoszące się do seksualności i związanych z nią części ciała, np. fuck, cunt („pierdolić”, „pizda”). Jeszcze w latach 70. XX w. niektóre z tych słów nie mogły ukazywać się na łamach prasy lub w radiu bądź telewizji i do dziś są stosunkowo rzadkie w przemówieniach publicznych bądź druku[1]. W języku oficjalnym i uprzejmym słowa te są zwykle unikane lub zastępowane innymi słowami lub wyrażeniami, np. make love czy have sexual intercourse („odbywać stosunek płciowy”), vagina („pochwa”)[1].
- Niektóre słowa odwołujące się do funkcji wydalniczych ciała i związanych z nimi częściami ciała uważane są za szokujące lub „nieczyste”, np. shit, piss. Są zwykle zastępowane łagodniejszymi i uprzejmiejszymi słowami i wyrażeniami o podobnym znaczeniu (np. urinate, defecate) lub zgoła eufemizmami, np. to go to the lavatory („iść do łazienki”), spend a penny („wydać pensa”), wash one’s hands („umyć ręce”)[1].
- Inną kategorią słów tabu są pejoratywne określenia narodowości i grup etnicznych, zwane racial slur, np. nigger („czarnuch”), chapati („ciapaty”, „Hindus”), paki („Pakistańczyk”), kraut („Szkop”) itp. Według badań brytyjskiego Ofcom język rasizmu i nietolerancji zyskał najmniejsze poparcie wśród brytyjskich radiosłuchaczy i telewidzów, a słowa te odbierane są jednoznacznie jako poniżające i obraźliwe. W powszechnym odbiorze słowa z odcieniem rasistowskim mają większą siłę rażenia i oddziałują mocniej niż „zwykłe” przekleństwa[2].

Ponieważ słowa te uważane są za mocne, używa się ich do wyrażania dużych emocji przez „mocny” język, co nosi nazwę przeklinania. Takie wyrażenia jak fuck off („spierdalaj”) czy piss off („odchrzań się”) nie mają nic wspólnego z seksem czy oddawaniem moczu, są nieuprzejmą formą dania rozmówcy do zrozumienia, by sobie poszedł. Tabu związane z tymi słowami zostało więc zapożyczone do innych sytuacji.
Obecnie (2018) tabu językowe w krajach anglojęzycznych nie jest tak silne jak kiedyś. Większość słów straciła swą siłę rażenia, jaką dysponowały jeszcze dwadzieścia lat wcześniej. Niedawne badania wykazały, że w brytyjskich firmach 36% szefów toleruje przeklinanie. Ponadto używanych jest coraz więcej słów, które w powszechnym odczuciu są zabawnie „nieznośne”, a nie szokujące. Takimi słowami są shag, bonk („przelecieć”, „bzyknąć”) czy willy („siusiak”) zamiast prick („kutas”).
Poznanie siły słów tabu i przekleństw jest trudne, w wielu kulturach mają one inną moc i znaczenie. Dlatego językoznawcy odradzają ich stosowanie tym użytkownikom języka, którzy nie władają nim jako językiem ojczystym, przede wszystkim z uwagi na możliwość nieporozumień i ogólne dobro użytkownika.

## Lista słów tabu w jęz. angielskim
Siłę słowa przedstawiono w gwiazdkach od * do **** według klasyfikacji M. Swana (2015). W klasyfikacji brytyjskiej instytucji monitorującej nadawców Ofcom najsilniejsze słowa to: cunt, fuck i motherfucker.
| Przekleństwo            | Siła    | Znaczenie                                                                 |
| Religia                 | Religia | Religia                                                                   |
| ----------------------- | ------- | ------------------------------------------------------------------------- |
| damn                    | *       | potępić, rzadko używane w tym sensie, głównie jako przekleństwo           |
| blast                   | *       | rzucić karę boską, rzadko używane w tym sensie, głównie jako przekleństwo |
| hell                    | *       | piekło                                                                    |
| God                     | *       | Bóg                                                                       |
| Jesus                   | **      | Jezus                                                                     |
| Christ                  | **      | Chrystus                                                                  |
| Części ciała            |         |                                                                           |
| arse (AmE. ass)         | ***     | dupa                                                                      |
| arsehole (AmE. asshole) | ***     | odbyt                                                                     |
| balls                   | ***     | jaja                                                                      |
| cock                    | ***     | ptak, kutas                                                               |
| dick                    | ***     | wacek, kutas                                                              |
| prick                   | ***     | kutas                                                                     |
| tits                    | ***     | cycki                                                                     |
| cunt                    | ****    | pizda, cipa                                                               |
| twat (Br.E)             | ***     | cipa, pipa                                                                |
| Czynności seksualne     |         |                                                                           |
| fuck                    | ***     | pieprzyć, pierdolić                                                       |
| wank (AmE. jerk off)    | ***     | walić konia                                                               |
| bugger (Br.E)           | ***     | odbywać stosunek analny, sodomita, rzadko w dosłownym sensie              |
| sod (Br.E)              | **      | sodomita, rzadko w dosłownym sensie                                       |
| bitch                   | ***     | suka, dziwka                                                              |
| whore                   | **      | prostytutka, kurwa                                                        |
| bastard                 | **      | bękart                                                                    |
| Funkcje wydalnicze      |         |                                                                           |
| piss                    | ***     | sikać                                                                     |
| shit                    | ***     | srać, gówno                                                               |
| crap                    | ***     | gówno                                                                     |
| fart                    | **      | pierdzieć                                                                 |

## Słowa tabu a przekleństwa
Według badacza Stevena Pinkera istnieje co najmniej pięć sposobów przeklinania: przeklinanie opisowe – Let’s fuck, idiomatyczne – it’s fucked up, obraźliwe – fuck you!, emfatyczne – it’s fucking amazing i oczyszczające – Fuck!. Żadna z tych funkcji nie wymaga używania przekleństw.
Nie wszystkie słowa tabu uważane są za przekleństwa. Niektóre słowa tabu uważane są za „mocny” język, choć nie za przekleństwa, do tej grupy zaliczane są określenia związane z rasą, upośledzeniem intelektualnym, orientacją seksualną; niektóre odnoszą się do rzeczy, których nazywania unika się z uwagi na ich potęgę. I tak słowo bear („niedźwiedź”) pochodzi od słowa oznaczającego kolor brązowy, prawdziwego słowa nie wymawiano z respektu dla zwierzęcia.

## Przekleństwa

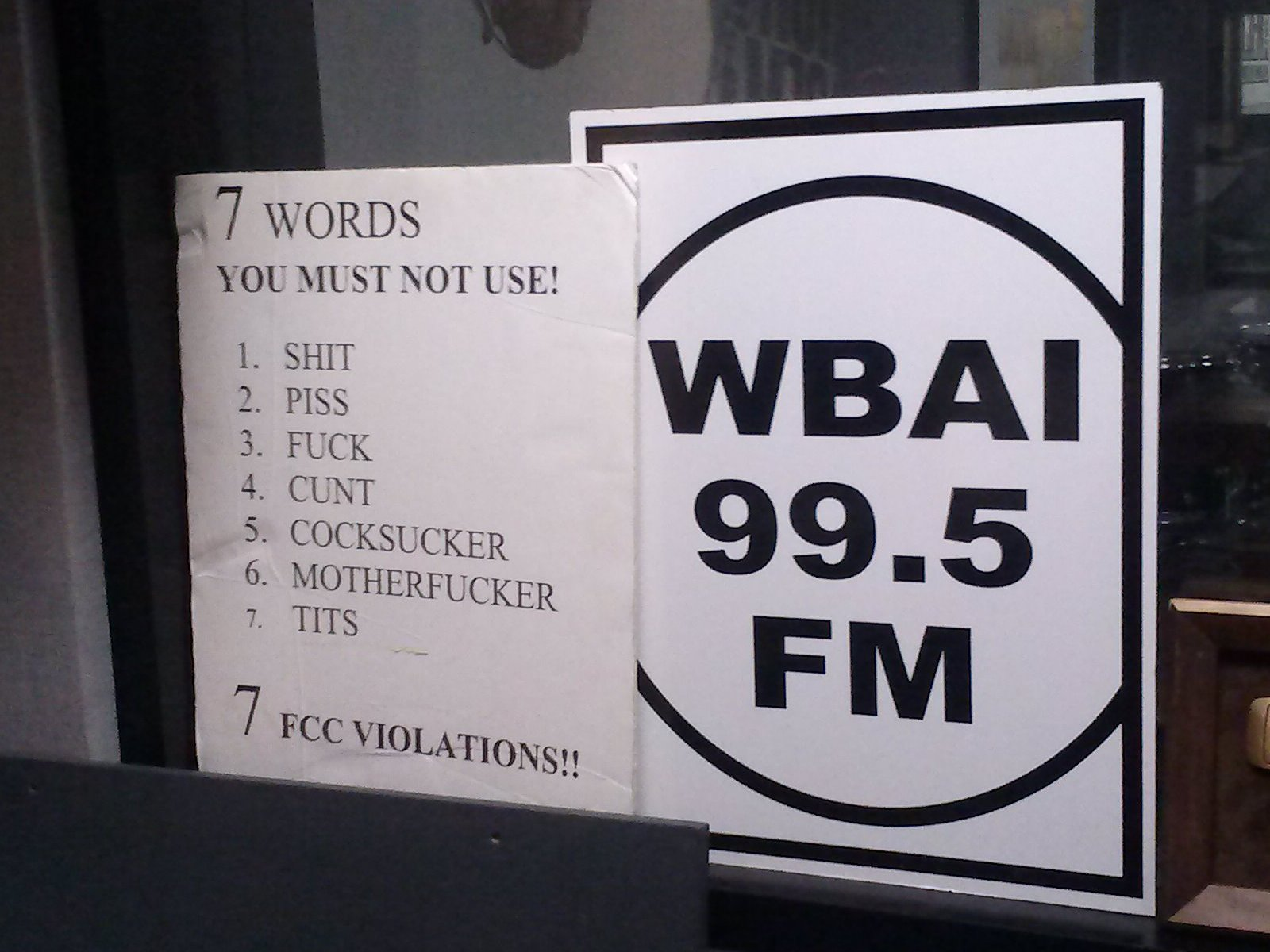
Ostrzeżenie dla spikerów amerykańskiego radia WBAI zakazujące używania wyrazów wulgarnych

Słowa przedstawione w powyższej tabeli (i kilka innych) są używane w przekleństwach. Znaczenie słowa w przekleństwie jest zawsze odmienne od jego znaczenia zasadniczego: Why are you doing fucking in my bed? → Dlaczego się pieprzysz w moim łóżku? W tym zdaniu wyraz fucking oznacza wulgarne określenie stosunku płciowego. What are you fucking doing in my bed? → Co, kurwa, robisz w moim łóżku? W tym zdaniu fucking użyte jest jako przekleństwo.
Pod względem gramatycznym słowa używane w przekleństwach są głównie: rzeczownikami: This attic was full of shit, czasownikami: I went to the woods to shit, wykrzyknikami: Oh shit! I missed the bus!, przymiotnikami That was a shit movie, What a shitty day this has been. Im powszechniejsze jest słowo, tym więcej ma form gramatycznych; i tak słowo fuck może występować jako rzeczownik, czasownik, przysłówek, przymiotnik, wykrzyknik, zaimek:
- Rzeczownik: I don’t give a fuck.
- Czasownik: Don’t fuck around with fire.
- Wykrzyknik: Fuck! That hurt!
- Przysłówek: Fuck yeah, I’ll be your best man!
- Przymiotnik: That’s fucking awesome
- Zaimek: I’ve accomplished fuck-all tonight.

Znaczenie przekleństw zmienia się z przyjętą formą gramatyczną. Na przykład Piss off jest wulgarną formą wyproszenia kogoś; pissed oznacza w brytyjskim slangu pijanego, a pissed off – wkurzonego. Wiele przekleństw jest bardzo giętkie pod względem gramatycznym. Słowo fucking może być przymiotnikiem, np. fucking idiot, przysłówkiem intensyfikującym: fucking good, fucking soon, fucking raining. Czasem występuje również jako wrostek, np. abso-fucking-lutely. Słowo (big) fuck-off something może oznaczać coś dużego (pol. „wykurwisty”). Przekleństwa są jedynymi słowami o tak obszernym spektrum gramatycznym.

## Funkcje przeklinania
Przeklinanie odnosi się do emocjonalnego użycia niecenzuralnego słowa lub frazy. Przeklinanie jest wybuchem emocjonalnym, który daje ujście nagromadzonej energii emocjonalnej. Jest substytutem agresywnej reakcji fizycznej i może być adresowane zarówno do osób, jak i do przedmiotów (np. w momencie uderzenia głową o coś twardego). Siła uderzenia jest odbita w krótkich, ostrych słowach. Funkcją przekleństwa jest wyrażenie szerokiego spektrum emocji, od łagodnego zirytowania przez silną frustrację do kipiącej złości, nie zaś wyrażenie jakiegokolwiek sensu. Popularne frazy, np. fucking hell są w istocie bezsensowne.
Jednakże patrzenie na przeklinanie tylko jako na zjawisko emocjonalne jest zbyt wąskie. Przeklinanie pełni ważne funkcje społeczne. Może zaznaczać dystans społeczny, gdy na przykład grupa młodzieży wyraża swą pogardę dla norm społecznych przez publiczne głośne przeklinanie lub przez pisanie obscenicznych graffiti na ścianach. Może również oznaczać społeczną solidarność, gdy określona grupa ludzi rozwija te same nawyki przeklinania. Przeklinanie jest uniwersalne. Przeklina każdy, czy to przez użycie łagodnego eufemizmu jak sugar czy golly, co zresztą przez niektórych nie uznane zostałoby za przeklinanie – aż po son of a bitch czy motherfucker.

## Geneza częstych słów tabu

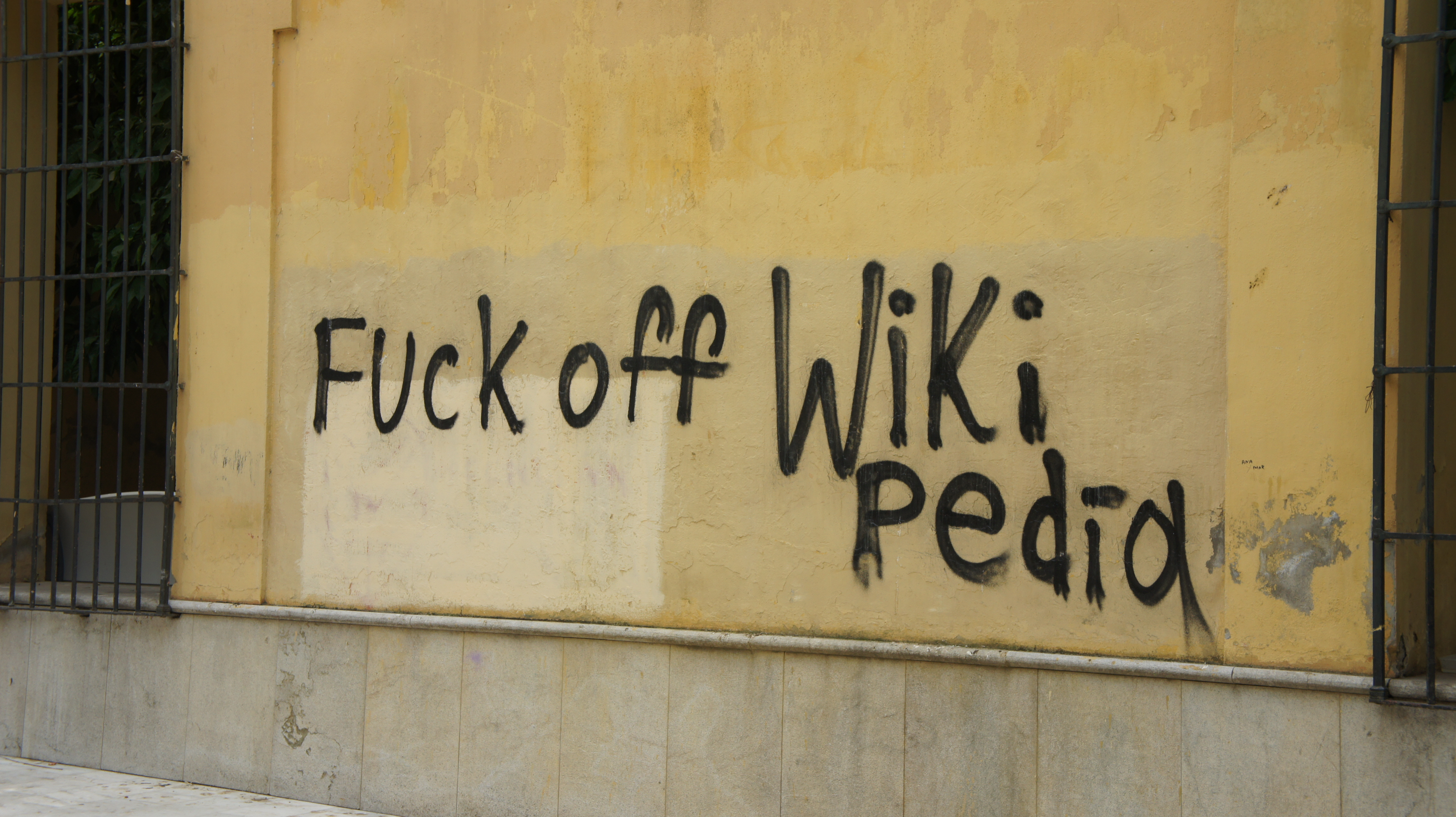
Napis na murze, wyrażający ostrą, emocjonalną reakcję

Wiele słów tabu ma długą historię i nie zawsze były to wyrazy wulgarne. I tak na przykład słowo fuck nie było w użyciu w obecnym znaczeniu do roku 1500, a pierwotnie oznaczało „uderzać”; słowem używanym w języku średnioangielskim na oznaczenie stosunku płciowego było swive. Istniały takie przydomki jak Simon Fuckebotere (1290), którego posiadacz najpewniej ubijał masło, czy Henry Fuckebeggar, który najpewniej wsławił się biciem żebraków. Istnieją również nazwy miejscowości, takie jak Ric Wyndfuk (1287) czy Fockynggroue, które mogło być tak nazwane, gdyż właściciele życzyli sobie ciszy i spokoju.
Wyraz shit jest w użyciu w językach germańskich i skandynawskich. Początkowo miał znaczenie czysto techniczne i oznaczał biegunkę u bydła i występuje w nazwach wielu miejsc, gdzie ludzie posiadali stada bydła; przykładowo Domesday Book wymienia miejscowość Schitebroc w hrabstwie Lincolnshire.
Wyraz cunt również pojawia się w językach germańskich i skandynawskich. Prawdopodobnie nie ma związku etymologicznego między nim, a łacińskim słowem cunnus, oznaczającym żeńskie zewnętrzne narządy płciowe. Pierwotnie cunt był słowem opisowym, nie wulgarnym, oznaczającym pochwę i od początku posiadał takie znaczenie, w przeciwieństwie do swojego współczesnego odpowiednika vagina, który etymologię wywodzi od łacińskiego określenia pochwy miecza. Cunt pojawia się już w XIV wieku w nazwach miejsc, np. Bele Wydecunthe (1328). Najczęściej pojawiającym się toponimem zawierającym to słowo jest Gropecuntlane. Nazwa ta pojawia się w 20 miejscach oznaczając dzielnicę domów publicznych. Z czasem miejsca noszące nazwę Gropecuntlane przemianowano, często na Grape Lane. Z kolei nazwa Shavecuntewelle prawdopodobnie opisywała pobliską zadrzewioną dolinę lub też miejsce, gdzie karano kobiety.
Słowo nigger pochodzi od łacińskiego słowa niger oznaczającego „czarny”. Słowo stało się określeniem "rasy" czarnej (Negro). Słowo w tej formie jest najpewniej zapisem fonetycznym wymowy z południa Stanów Zjednoczonych. Już około 1800 roku było uważane za obraźliwe i tak zostało do XXI w., niezależnie od tego, kto go używa. Słowo jest zaliczane do trzech kategorii: deprecjonowania grup etnicznych, tworzenia poniżających pseudonimów i przydomków, jak również potocznych określeń grup etnicznych i narodowościowych. Na przestrzeni lat rozwinęło się wiele uprzedzeń rasowych, mających odbicie w języku. Zjawisko to najsilniej dotknęło czarnoskórych: coon, tom, savage, pickaninn, mammy, buck, samba, jigaboo, i buckwheat to tylko niektóre z pejoratywnych określeń używanych w stosunku do osób o ciemnym kolorze skóry. Jednak słowo nigger skupia najwięcej pogardy wobec czarnoskórych i jest związane silnie ze stereotypem głupiego, leniwego i mało wartościowego człowieka.

## Eufemizmy

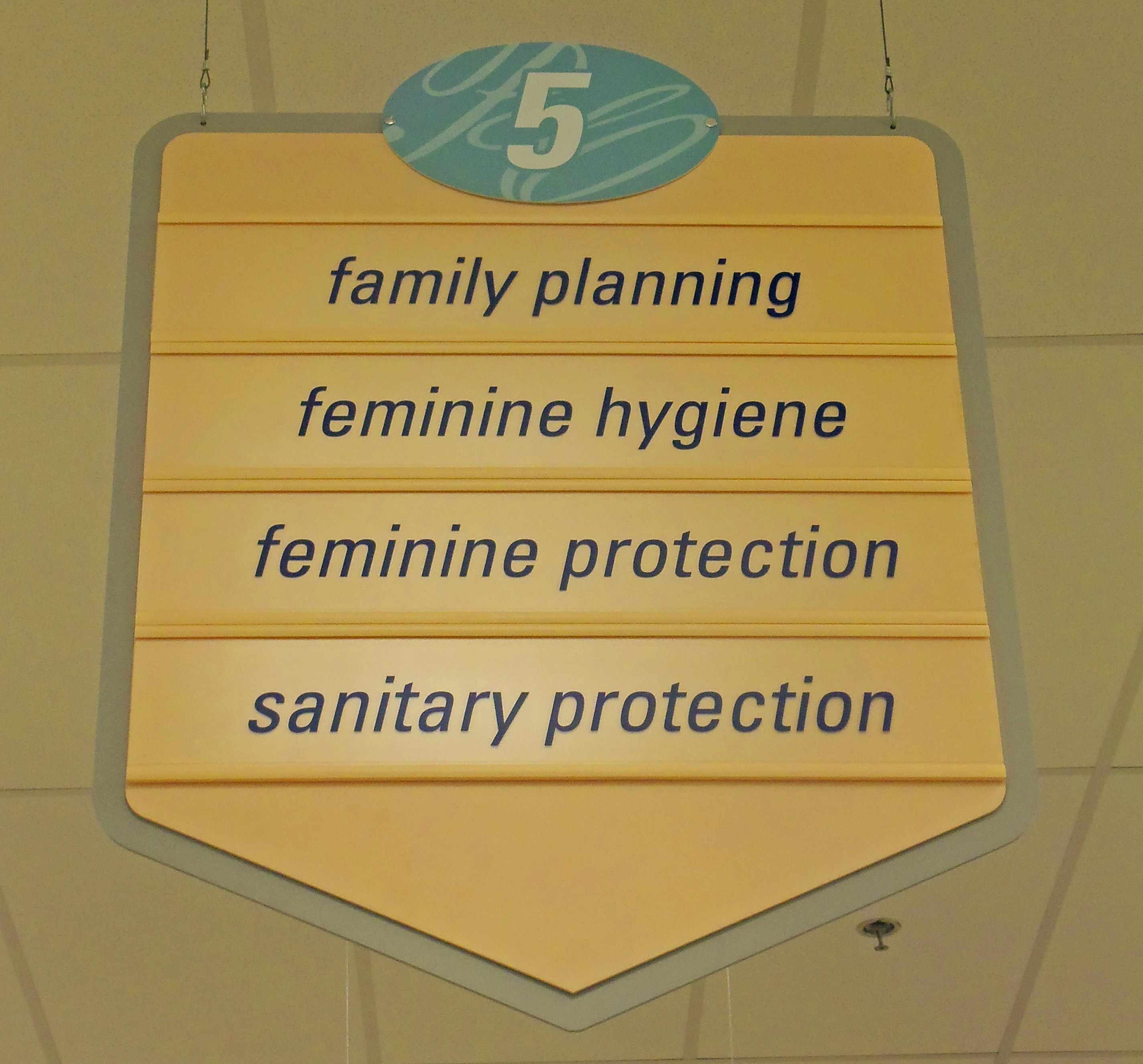
Szyld z amerykańskiej apteki, gdzie słowa takie jak np. „środki antykoncepcyjne” zostały zastąpione łagodniejszymi pojęciami

Eufemizm, zwany w angielszczyźnie również minced oath, to wyrażenie mające osłabić znaczenie danego wyrazu, gdy wymaga tego sytuacja lub osobiste poglądy mówiącego. Eufemizmy mają długą historię i znane są od kilku stuleci. Sugar, substytut słowa shit, pojawił się w roku 1883, a pierwsze użycie Gad zamiast God zanotowano w 1613 roku. Wiele eufemizmów zaczyna się na tę samą literę, co wyraz zastępowany: fiddlesticks zamiast fuck, dickens zamiast devil. Niektóre słowa będące dawniej przekleństwami obecnie spełniają rolę eufemizmów, np. Holy cow! Częstym eufemizmem jest podawanie pierwszej litery słowa, np. c-word, n-word albo nazywanie przekleństw four letter words („słowami czteroliterowymi”) – tyle, ile liczą najpopularniejsze wyrazy wulgarne.

## Użycie przekleństw

### Stany emocjonalne
Przekleństw używa się dla wyrażenia różnych stanów emocjonalnych:
- Wykrzykniki zniecierpliwienia, zdenerwowania[1]: Damn it! → Cholera! Oh, fuck, I’ve lost the address → O kurwa, zgubiłem ten adres. For fuck’s sake, hurry up! → Pośpiesz się, do kurwy nędzy! Cut the crap, will you? → Przestań pieprzyć, dobra?
- Dla okazania zdziwienia: Well, I’ll be damned! → Niech mnie kule biją!, Son of a bitch! (zwłaszcza w amerykańskim angielskim) → Skurczybyk! My God, look at that! → Mój Boże, popatrz na to! Także do okazania rozczarowania złym rezultatem: I’ve tried, and tits up → Próbowałem, i dupa zimna. Our company fucked us over[15] → Nasza firma nas wyruchała. I worked all day and I got fuck all[15] → Pracowałem cały dzień i gówno dostałem.
- Do zadawania pytań po odczuciu zaskoczenia[1]: What the fuck is this? → Co to kurwa jest? What the bloody hell do you think you’re doing? → Co ty wyprawiasz, do jasnej cholery?
- Do obrażania. Wyrazy, które do tego służą, nie podtrzymują swojego znaczenia, wyrażając głównie silne emocje, takie jak nienawiść, gniew, zazdrość bądź pogardę[1]: Stupid cunt! → Głupia cipa!, You bastard! → Ty skurwielu! My boss is a real wanker → Mój szef to kutas.
- Do wyrażenia obelgi[1]: Screw the government! → Pieprzyć rząd! Fuck you → Wal się.
- Do obraźliwego żądania odejścia[1]: If Andy comes again asking for money, tell him to piss off → Jeśli Andy przyjdzie jeszcze raz po pieniądze, powiedz mu, by spadał.
- Do wyrażenia braku zainteresowania[1]: They can arrest me, if they want. I don’t give a flying fuck. → Mogą mnie aresztować, jeśli chcą, ja mam to głęboko w dupie. Mary’s very angry with you. – I don’t give a bugger → Mary jest na ciebie wściekła. – Gówno mnie to obchodzi.
- Do gwałtownej odmowy lub buntu[1]: Mr Parsons wants you to clean out the lavatories. – Fucked if I will! → Pan Parsons chce abyś wyczyścił toalety. – Taki chuj! Management are offering another 8 pounds a week. – They can shove it up the arse → Zarząd oferuje dodatkowe 8 funtów na tydzień. – Niech sobie wsadzą w dupę. Balls to the lot of you, I am going home → Chromolę was wszystkich, idę do domu. Give me a kiss – Fuck yourself! → Pocałuj mnie! – Pieprz się.
- Jako przymiotnik bądź przysłówek wzmacniający, dla podkreślenia emocji[1]: Put the fucking cat out! → Wypuść, kurwa, tego kota! Where’s this bloody switch? → Gdzie jest ten cholerny wyłącznik? I am not fucking well paying this time. → Nie, kurwa, tym razem nie płacę.

### Różnice w odmianach angielszczyzny
Jest wiele przypadków zmiany znaczenia słów bądź różnic w odmianach angielszczyzny.
- Fuck, screw, czy bugger (BrE) mogą znaczyć: „zepsuć”, „zniszczyć”[1]: Somebody fucked the TV → Ktoś zjebał telewizor. She screwed my holiday → Schrzaniła mi wakacje.
- Fucked lub buggered (BrE) mogą oznaczać „wyczerpany”, „zmęczony”[1]: Want another game? No, I’m fucked → Zagramy jeszcze raz? Nie, jestem wyjebany.
- Cock up, balls up (BrE), fuck up mogą być użyte jako rzeczowniki bądź czasowniki odnoszące się do błędów w organizacji. Jeśli zwrot użyty jest rzeczownikowo, pisany jest z dywizem[1]: Sorry you didn’t get the invitation, Mary made a balls-up → Przepraszam, że nie dostałeś zaproszenia, Mary dała dupy. That conference was a complete fuck-up → Ta konferencja to był wielki burdel. My secretary cocked up my reservations and I must cancel my holiday → Sekretarka spieprzyła mi rezerwacje i muszę odwołać urlop.
- Balls (BrE), crap i bullshit (ArE) używane są w znaczeniu „bzdura”[1]. What is his new film like? A load of balls → Jaki jest jego nowy film? Stek bzdur. Don’t talk crap → Nie pieprz bez sensu.
- W amerykańskiej angielszczyźnie shit znaczy „kłamstwa” lub „nic”[1]: It was like this! No shit → Tak było! Bez kitu!
- W amerykańskiej angielszczyźnie pissed oznacza „zły”, „wściekły”. W odmianie brytyjskiej używa się go w znaczeniu „pijany”[1]: One glass of beer and she’s pissed → Szklanka piwa i już jest dziabnięta. Pissed off w brytyjskiej angielszczyźnie znaczy: „mieć dość”[1]: I’m pissed off with this school → Rzygam tą szkołą.